# Albert Pahimi Padacké
Albert Pahimi Padacké (n. 15 noiembrie 1966, Pala, Regiunea Mayo-Kebbi Ouest, Ciad) este un politician ciadian, care ocupă funcția de prim-ministru al Ciadului din 26 aprilie 2021. A mai fost prim-ministru între 2016 și 2018, când și-a dat demisia, dar nu a fost înlocuit.

## Cariera politică
În anii 1990, Pahimi Padacké a fost ministru al Finanțelor și, mai târziu, ministru al Comerțului, până când a fost demis de președintele Idriss Déby în noiembrie 1997 pentru că era absent de la muncă; Déby a vizitat în mod neașteptat clădirile guvernamentale și l-a demis pe Pahimi Padacké, împreună cu alți doi miniștri, când a constatat că aceștia nu erau prezenți. Pahimi Padacké a devenit mai târziu secretar de stat pentru Finanțe în februarie 2001, înainte de a deveni ministru al Minelor, Energiei și Petrolului în guvernul numit pe 8 aprilie 2001. În august 2001, a devenit ministru fără portofoliu, deținând această funcție până în iunie 2002.
Pahimi Padacké a fost ales în Adunarea Națională la alegerile parlamentare din aprilie 2002 drept candidat pentru Adunarea Națională pentru Democrație în Ciad (RNDP-Le Réveil) în circumscripția Pala, în departamentul Mayo-Dallah. Din iunie 2002 până în august 2005, a fost membru al Comunității Economice și Monetare din Africa Centrală. Apoi a fost numit ministru al Agriculturii în guvernul numit la 7 august 2005.
A fost candidatul prezidențial al RNDP-Le Réveil la alegerile prezidențiale din mai 2006, în care s-a clasat pe locul trei cu 7,82% din voturi. Pe 29 mai, la scurt timp după ce rezultatele finale au fost anunțate, el l-a felicitat pe Idriss Déby pentru câștigarea alegerilor. Principalele partide de opoziție nu au participat la alegeri, pretinzând că acestea sunt fraudate.
Pahimi Padacké a ocupat funcția de ministru al agriculturii până când a fost numit ministru al justiției în guvernul numit la 4 martie 2007. Ulterior, a fost mutat în funcția de ministru al Poștelor, Tehnologiilor Informaționale și Comunicațiilor în guvernul anunțat la 23 aprilie 2008.
Idriss Déby l-a numit pe Pahimi Padacké prim-ministru la 13 februarie 2016.
La 13 martie 2024, Albert Pahimi Padacké a fost nominalizat de partidul său, Mitingul Național pentru Democrație din Ciad (RNDT-Le Réveil) drept candidat pentru alegerile prezidențiale din 6 mai 2024.